# Selena Gomez
Selena Marie Gomez (Grand Prairie, Texas, 1992. július 22. –) mexikói származású amerikai színésznő, énekesnő, dalszerző és producer. A Rare Beauty tulajdonosa.
2021 óta a Gyilkos a házban című sorozat szereplője és vezető producere, mellyel több Primetime Emmy- és Golden Globe-jelölést szerzett. Az Emilia Pérez című 2024-es filmmel elnyerte a Cannes-i fesztivál legjobb női alakítás díját, továbbá BAFTA- és Golden Globe-díjra is jelölték.
Zenészként két alkalommal jelölték Grammy-díjra.

## Élete és pályafutása

### Gyermekkora és családja
Selena Marie Gomez néven született a texasi Grand Prairie-ben, Ricardo Joel Gomez és a korábbi színpadi színésznő, Amanda Dawn "Mandy" Cornett lányaként (édesanyja 16 évesen szülte). Gomezt a Tejano énekesnő, Selena után keresztelték el, aki meghalt majdnem három évvel Gomez születése után. Az apja Mexikói származású, amíg anyjának, akit örökbe fogadtak, olasz ősei voltak. Spanyol származását illetően Gomez elmondta, hogy "A családom megtartotta a Quinceanera-t, és a közösségi templomba járunk. Megteszünk minden katolikus dolgot, de nem igazán van bármi hagyományunk, kivéve a vasárnapi, templom utáni sütögetést a parkban."  
Szülei 1997-ben elváltak (amikor Selena 5 éves volt), kiskorában New Yorkból egy kisvárosba, Grand Prairie-be költözött. Egyedüli gyerekként nőtt fel dolgozó édesanyja mellett, aki 16 éves koráig vele volt. Ez vezetett a család pénzügyi gondjaihoz, az édesanyja azért küzdött, hogy gondoskodjon róla. Erről a helyzetről Gomez így fogalmazott: "Frusztrált voltam amiatt, hogy a szüleim nem voltak együtt, és soha nem láttam a fényt az alagút végén, ahol az anyukám keményen dolgozik, hogy megadja nekem a jobb életet. Megrémülök, hogy mivé válhattam volna, ha Texasban maradok."  
2013. június 12-én Mandy-nek és a második férjének, Brian Teefy-nek lánya született, akit Gracie Elliot Teefey-nek neveztek el. 
Selena UNICEF-nagykövet, a világon ő a legfiatalabb. 7 éves Gomez találkozott Demi Lovato-val a Barney és barátai meghallgatásán. Ők ketten közeli barátok lettek (amíg Demi össze nem omlott), és később sokféle szerepben játszottak együtt. Magántanulóként szerezte meg érettségijét 2010 májusában. 

### A kezdetek
Gomez hivatalosan az első szerepét 2002-ben nyerte el amikor kiválasztották, hogy jelenjen meg a gyerek televíziós sorozatban a Barney és barátaiban mint visszatérő karakter Gianna. Összesen 16 epizódban tűnt fel, az utolsó szerepével 2004-ben. Gomez később bejelentette, hogy az életkora okozta a távozását a show-ból, a producerek úgy érezték, hogy már kezd túl öreg lenni. 2003-ban, Gomeznek volt egy rövid szerepe a Kémkölykök 3-D – Game Over, amely az első filmes szereplése volt. Ezt követően Gomez számos reklámban kezdett megjelenni. 2005-ben egy rövid szerepet kapott a Walker, a texasi kopó – Újra akcióban című televíziós filmben, ahol Julie szerepét alakította. Gomez később vendégszerepet kapott a Zack és Cody élete című Disney Channel sorozat egyik epizódjában 2006-ban.

### 2007–2008: Áttörés és zenei kezdetek
2007-ben Gomez feltűnt 3 epizódban a Disney Channel sorozatában a Hannah Montana-ban Gomez Mikayla karakterét személyesítette meg, aki a sorozat címszereplőjének riválisa volt. Ez idő közben, Gomez próbaepizódot forgatott két potenciális Disney Channel sorozatban; az első aminek címe Arwin! ebben egy új karaktert ábrázolt (spin-off) amely a Suite Life sorozatban volt, miközben a másik külön karaktert ábrázoló (spin-off) sorozat a Lizzie McGuire volt.
2008-ban volt még egy főszerepe Drew Seeley mellett egy kimondottan DVD megjelenésű filmben melynek címe Hamupipőke-történet. Gomez Mary Santiago szerepét alakította, egy fiatal lányt, aki abban reménykedik, hogy egy nap táncos lesz. A film megjelenésekor általánosságban pozitív kritikákat kapott és 2010-ben elnyerte az Amerikai Forgatókönyvírók Cégének hosszú vagy különleges gyerekforgatókönyv díját. Gomez 3 dalt vett fel a film számára. A Tell Me Something I Don't Know című dal promóciós kislemezként jelent meg az albumhoz, amelyhez Gomez videóklipet is készített. A Tell Me Something I Don't Know lett az első dala, amely felkerült a Billboard Hot 100-as ranglistájára az 58. helyen.
Később abban az évben Gomeznek volt egy mellékszerepe, mint Helga a Horton című animációs filmben. A film kereskedelmi siker volt, közel 300 millió dollár bevételt hozott világszerte.
Később megjelent a Jonas Brothers: Living the Dream című valóságsorozatban és a Disney Channel Games-ben, ahogyan a Dc stúdió: Majdnem élő sorozataiban.
2007-ben főszerepet kapott a Disney Channel Varázslók a Waverly helyből c. sorozatban, ahol Alex Russo-t alakítja. Gomez vette fel a sorozat főcímdalát Everything Is Not What It Seems, elkészítve első zenei kiadványát. Gomez szerepe szerint, a családja többi tagjával együtt, varázsló volt, akik egy New York-i étterem tulajdonosai voltak; a sorozat folyamán a szereplők különböző varázslatokat és képességeket tanultak, amelyek hasznosak voltak számukra. A sorozat azonnal sikeresnek bizonyult, mainstream sikert adva Gomeznek. A Varázslók sorozatból összesen 4 évadot adtak le, és 2012-ig tartott. A Varázslók a Waverly helybőllel Gomez számos díjat és jelölést nyert el. Abban az évben elkezdődött a Hercegnő védelmi program forgatása, amiben Demi Lovato-val együtt szerepel.
2009-ben alapította együttesét, a Selena Gomez & the Scene-t. Első albumuk, a Kiss & Tell is ebben az évben jelent meg.
2010-ben forgatta Csajok Monte-Carlóban című filmjét, melyet 2011. július 1-jén mutattak be. Az amerikai romantikus vígjátékot Thomas Bezucha rendezte. A forgatások 2010. május 5-én kezdődtek, Budapesten. A filmben hallható Selena nagy sikerű Who Says című slágere is.
2010. július 23-án az amerikai mozikban bemutatták Selena új filmjét, a Ramona és Beezus-t. Ramonát Joey King, a 11 éves színésznő alakítja, Selena pedig Beezus szerepét kapta.
A sorozat sikere sok kritikust arra ösztönzött, hogy Gomezt a rendkívül sikeres Disney sztárral, Miley Cyrus-szal hasonlítsa össze. Később a Forbes magazin a "8 legdögösebb gyereksztár, akit nézni kell" egyikének nevezte.

### 2009–2011: Selena Gomez a színpadon és televízióban
2009-ben Gomez tovább dolgozott a színészi karrierjén. Megjelent egy epizódban a Zack és Cody a fedélzeten-ben, amelyben Alex Russo karakterét személyesíti meg. Egyidőben szerepelt a Varázslók a Waverly helyből-ben és Hannah Montana sorozatokban, és minden sorozatban fő karakterként jelenik meg az egyes epizódokban. Gomez később vendégszereplőként játszotta önmagát a Disney sorozat egyik epizódjában a Sonny, a sztárjelölt-ben amiben Gomez jó barátja Demi Lovato csillog. Gomez később hangot ad Holdviola Hercegnőnek az Arthur: Maltazár bosszúja című animációs filmben. Gomez Lovato-val szerepelt a Hercegnő védelmi program-ban, a Disney Channel filmben, amelyet 2009 júniusában sugároztak. A film egy kritikai siker volt, és összesen 8,5 millió nézője volt a premierjén. A filmhez Gomez és Lovato készített egy dalt "One and the Same", mely később promóciós kislemezként adtak ki videó klippel. A dalnak kisebb sikert aratott, elérte a 82. helyet a Hot 100-as ranglistáján. 2009. augusztus 28-án Gomez szerepelt a Varázslók a Waverly helyből – A film televíziós filmben, amely a sorozaton alapult. A filmet 11,4 millió néző előtt mutatták be, amiért 2009-ben kábeltelevíziós 1. helyezett, és a Disney Chanel 2. legnézettebb filmpremierje lett a High School Musical 2. után. A film sorozatban megnyerte a "Kiváló Gyermek program" 2. Emmy díját a 62. Emmy díjátadón.
Gomez dolgozott a bemutatkozó albumán a 2008-as Hollywood Records éneklése óta, és később bejelentette, hogy egy Selena Gomez & the Scene néven ismert bandát alapított. 2009 augusztusában az együttes kiadta első, bemutatkozó stúdióalbumát, a Kiss & Tell-t. Az album azonnal slágernek bizonyult, bejutott a top 10-be az Egyesült Államok Billboard 200-as ranglistáján. A Kiss & Tell eljutott odáig, hogy megkapja az aranylemezt a RIAA-tól és a Naturally dal kivívta a platinalemezt. 
Míg a zenekar a második stúdióalbumán dolgozott, Gomez folytatta a filmezést. 2009-ben Gomez aláírt egy szerződést a Ramona és Beezus – A kaland házhoz jön című film két női főszerepének egyikére, mely Beverly Cleary gyermekkönyv-sorozatának adaptációja. Gomez kijelentette, hogy nem érez késztetést felnőttebb szerepek elvállalására, mondván "teljesen tisztában vagyok a közönségemmel és még magam is gyerek vagyok. Nem vállalok el olyan szerepet, amit nem érzek magaménak, vagy olyat, amit a közönségem nem szívesen néz." A film 2010. július 23-án jött ki és általában jó fogadtatásra talált. Gomez a "Sears vissza-az-iskolába" divatkampányának is részvevője volt. A kampány résztvevőjeként feltűnt tv reklámokban. 2009 augusztusában Gomez volt a házigazdája a "Sears arrive Air Band Casting Hall"-nak, amelyben kiválasztották az első öt embert "Sear Légbandájába", amely szerepelt a 2009-es MTV Video Music Díjátadón. Gomez volt a "Borden Milk" szóvivője, és megjelent a nyomtatott és a televíziós hirdetési kampányban. Szintén szóvivője volt az "Állami Farm Biztosítónak" és számos televíziós reklámban szerepelt a Disney csatorna adásában, hogy emelje a biztonságos vezetés tudatosságát. Később Gomez randevúzni kezdett Taylor Lautner filmsztárral, bár a pár szakított néhány hónapos randizás után.
Gomez és együttesének második stúdióalbuma, A Year Without Rain, 2010 szeptember 17-én jelent meg. Az album folytatta az addigi sikeres törekvéseiket, ez lett az első albumuk, amelyik bekerült az első 5 közé a Billboard 200-as listán. Az A Year Without Rain két kislemezt adott, Round and Round-ot (amit Budapesten forgattak); és a címadó dalt, mindkettő belépett az első 40 közé a Hot 100-as listán. A második albumuk lett, amely megkapta az aranylemezt a RIAA-tól. 
2009 októberében Gomez bejelentette, hogy megalakítja a saját divatmárkáját, "Dream Out Loud by Selena Gomez" néven. A ruhakollekciót 2010 őszén vezették be. A kollekció bohém ruhákból, virágos felsőkből, farmerekből, szoknyákból, kabátokból, sálakból és kalapokból áll, és valamennyi újrafelhasznált, vagy környezetbarát anyagokból készült. Gomez azt mondta, hogy a ruhák a saját öltözködési stílusát tükrözik, és úgy írta le a ruhákat, hogy azok "csinosak, nőiesek és bohémak". Később úgy idézték szavait, hogy "a ruháimmal választási lehetőséget szeretnék adni a vásárlóimnak, hogyan alakíthassák ki a saját kinézésüket [...]. Olyan darabokat akartam, amelyeket könnyű fel- és levenni, és a környezetbarát, természetes szövetek szuper-fontosak [...] és minden címkén néhány ihlető idézetem is ott van. Ügyelek arra, hogy jó üzenetet küldjek." Gomez Tony Mellilo és Sandra Campos dizájnerekkel áll össze, mindkettő neves divatházaknak dolgozott. Gomez azt mondta a partnerségről, hogy "amikor találkoztam Tonyval és Sandrával, rögtön kényelmesen éreztem magam, és most olyanok ők nekem, akár a családom... Olyan kreatívak, és imádom, hogy bármikor felhívhatom őket és beszélhetek velük bármiről, legyen az akár egy gomb cseréje... Mindenben nagyon szuperek!" A márkát a New York-i székhelyű, Adjmi CH Brand LCC által alapított Adjmi Apparel gyára a Mellilo és Campossal karöltve.
2011. február 27-én a 2011-es Vanity Fair Oscar bálján Gomez a kanadai Justin Bieber énekessel együtt jelent meg, megerősítve a média néhány hónapos találgatását a pár romantikus kapcsolatáról. A pár rögtön magára vonta a média figyelmét, és az internetes oldalak "Jelená"-nak nevezte őket. 2010 márciusában a Variety jelentette, hogy Gomezt választották a három vezető szerep egyikére, Leighton Meester-rel és Kate Cassidy-val együtt a Csajok Monte-Carlóban c. filmbe, melynek producere Nicole Kidman. A filmben Gomez Grace-t alakítja, akit egy párizsi úton összetévesztenek egy társasági lánnyal. A szerepre való felkészülés során Gomez megtanult pólózni és kéthetes hangtréningen is részt vett, hogy elsajátíthasson kétféle brit akcentust. 
A filmet 2011. július 1-én mutatták be. Ugyanabban az évben Gomez a Muppets c. film egyik kameo szerepében is feltűnt, ill. a két Disney szériában is megjelent, a So Random!-ban és Prankstars-ben. 2011. június 28-án Gomez és bandája bemutatta harmadik és egyben utolsó albumukat: When the Sun Goes Down címmel. Az album a legnagyobb zenei sikerük lett a Bilboard 200-on és a RIAA-tól aranylemezt kapott. Az album második kislemeze a Love You Like a Love Song a banda legsikeresebb dala lett, 4-szeres platinalemez elismerést kapott a RIAA-tól. 2011. július 14-én bejelentették, hogy Gomez aláírt egy licencszerődést az Adrenalinával, ami egy extrém sport és kalandkedvelő életstílus márka, kifejleszti, gyártja és terjeszti a színésznő parfümjét. Ilia Lekach, az Adrenalina elnöke és vezérigazgatója azt mondta: "Hihetetlenül lelkesek vagyunk a Ms. Gomezzel való munka miatt, egyre több részletet fedünk fel az illattal kapcsolatban, minél közelebb kerülünk a bevezetéséhez". Gomez később bemutatta a magáról elnevezett parfümöt.

### 2012–2014: Stars Dance, For You és film projektek

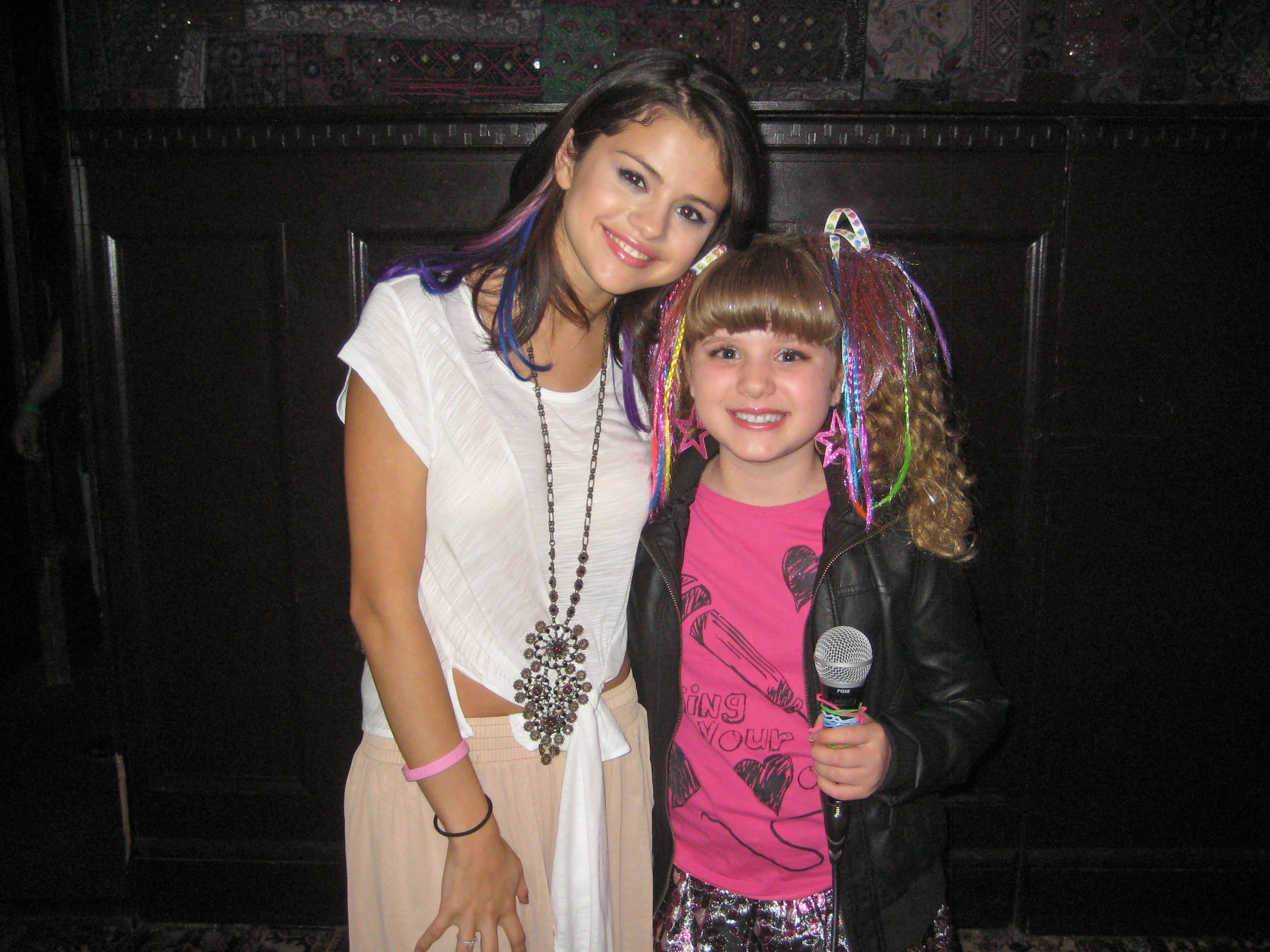
2012-ben Piper Reese gyerekriporterrel Hollywoodban

2012 januárjában Gomez bejelentette, hogy a zenei karrierjét felfüggeszti, hogy színészi karrierjére koncentráljon, és ez a banda számára szünetet jelenthet: "A bandám és én egy ideig külön úton járunk. Ebben az évben minden a filmről és a színészetről szól, és azt szeretném, hogy a bandám zenéljen bárhol, bárkivel. Visszatérünk, de csak egy kis idő múlva." Először egy animációs filmben, a Hotel Transylvania – Ahol a szörnyek lazulnak-ban szerepelt, Mavis karakterének hangjaként, Adam Sandler és Steve Buscemi oldalán. A film premierje a 37. Torontói Nemzetközi Filmfesztiválon volt és 2012. szeptember 12-én mutatták be a nagyközönségnek. Következőleg Gomez szerepelt Harmony Korine Csajok szabadon c. filmjében, James Franco-val. 
A film premierje a 69. Velencei Film fesztiválon volt. Gomez előző munkájáról való váltás "egy kis összeomlás volt" de dicsérte az igazgatót "nem sokan adnak esélyt, de a Harmony adott", amikor szerepeltették egy nagykorú filmben. 2012. július 30-án mutatták be, amit Gomez társügyeként kezelt az eljövendő "Jobb ügy, jobb lehetőség" marketing kampány részeként Fergievel és a Commonnal egy csapat lesznek, hogy megalkossanak egy divatos vásárlói telefont egy jó ügyért. 2012. november elején nyilvánosságra került, hogy Gomez és Bieber közel kétéves kapcsolata véget ért. Abban a hónapban később kibékültek.
A korábbi kijelentései ellenére, 2012 októberében Gomez megerősítette, hogy elkezdett dolgozni egy következő albumon. Az album vezető dalát a Come & Get It-et 2013. április 8-án mutatták be. A dal kétszeres platinaminősítést kapott a RIAA-tól az USA-ban és Kanadában és további három országban aranylemezes lett. Hatodik lett az US Billboard Hot 100-as listáján az első dala lett, amelyik bejutott az legjobb tíz közé. Gomez később megerősítette, hogy az album inkább az első szólóalbuma lenne, nem a banda negyedik albuma. Gomez bemutatkozó albumát, a Stars Dance-t 2013. július 23-án adták ki. Az első helyen debütált a US 200-as listáján és az albumai közül ennek volt a legnagyobb az első heti eladása. Gomez azóta megerősítette, hogy a Stars Dance kiadása után újabb zenei szünetet tervez, és reményei szerint a színészi karrierjére koncentrál.
Gomeznek volt egy kameo szerepe az Utórengésben, egy thrillerben Eli Roth főszereplése mellett, aminek premierje a 37. Éves Torontói Nemzetközi Filmfesztiválon volt. Gomez szintén szerepelt A Versenyfutás az idővel című thrillerben, Ethan Hawke-al, Jon Voight-al és Bruce Payne-el, amit 2013. augusztus 30-án mutattak be az Egyesült Államokban. Ezután Gomezt kiválasztották, hogy szerepeljen Ric Browde: Amig halott vagyok... Etesd a kutyát című regényének megfilmesítésében Dylan McDermott és Nat Wolf mellett. A filmet Tim Garrick fogja rendezni Rossz kisfiú címmel. Gomez újra feltűnt mint Alex Russo, az egyórás A varázslók visszatérnek: Alex kontra Alex című filmben, amit 2012. október 22-én kezdtek forgatni, és 2012. november 10-én fejeztek be. 2013. március 15-én a Disney Channel-en kezdték sugározni. 2013 áprilisában Gomez csatlakozott William H. Macy rendezői bemutatkozásához a Rudderless-ben. A forgatás ugyanabban a hónapban kezdődött. 2013 októberében beszámolt arról a döntéséről, hogy nem csak egy dologra koncentrál, hanem még mindig énekel és színészkedik egyszerre, a múltbeli döntésével ellentétben, miszerint a Stars Dance bemutatása után a színészeté lesz a főszerep.
2013 decemberében bejelentette, hogy törli a Stars Dance turné ausztráliai-ázsiai részét és rövid szünetet tart, hogy több időt tölthessen a családjával. 2014. január 5-i kezdettel Gomez két hetet töltött az arizonai Wickenburg "Hajnal a Réten" nevű gyógyközpontban, amely a fiatal emberek függőségének és sérüléseinek kezelésére specializálódott. A képviselője azt nyilatkozta, hogy "önkéntesen töltött ott időt de nem drogfüggőség miatt".
Gomez főszerepet kapott a Ric Browde könyve alapján készült filmadaptációban, a Rossz kisfiú-ban Dylan McDermott és Nat Wolff mellett. A film negatív kritikákat kapott. Később szerepelt a Sodródva-ban, ahol megvolt William H. Macy rendezői debütálása. Felvett egy dalt a film albumához, aminek hála még dicséretet is kapott a film rendezőjétől. A független film vegyes kritikákat kapott.
2014. november 24-én Gomez kiadta első válogatásalbumát, a For You-t, hogy befejezhesse munkáját a Hollywood Records-nál. 2014 decemberében Gomez aláírt egy szerződést az Interscope Records-szal; befejezve partnerségét a Hollywood Records-szal, ami alatt kiadott három albumot részeként a Selena Gomez & the Scene nevű bandának, egy stúdióalbumot és egy válogatásalbumot.

### 2015: Revival
2015-től kezdve Gomez elkezdett dolgozni a Dreamlabbel és a LA-alapú producerrel, Ruffiannal a második szólóalbumán. Ő énekelt Zedd dalában, az I Want You to Know-ban, amit 2015. február 23-án adtak ki. Gomez kiadott egy kislemezt, a Good for You-t, ASAP Rocky rapper közreműködésével, 2015. június 22-én. A második stúdióalbumát, a Revival-t 2015. október 9-én kezdték el árusítani, és Selena felfedte, hogy az első két szám az albumán a Good For You és egy új dal, a Same Old Love lesz. Az album első helyen debütált a Billboard 200-as listáján, és már több mint 500 000 példányt adtak el belőle. Gomez a Victoria's Secret Fashion Show-n is fellépett decemberben. Még ebben a hónapban debütált a Hands to Myself-hez készült klipje. Eltekintve a zenétől, Gomez lett az új arca a Pantene hajápolási márkának. Visszatért szerepéhez, Mavis-hez a Hotel Transylvania 2-be. Szintén szerepelni fog a The Revised Fundamentals of Caregiving-ben Paul Rudd mellett.
2016 májusától Selena elindítja a Revival Tour-ját. Ezenkívül idén tavasszal érkezik új filmje, a Rossz szomszédság 2. is a mozikba. 2016. január 23-án fellépett a Saturday Night Live-ban.
2015 októberében jelentették be, hogy a 13 okom volt című könyvből sorozatot fognak készíteni, aminek Selena lesz az executive producere. Később kiderült, hogy bár a pletykák szerint ő játszaná Hannah Bakert, de ezek az állítások hamisak.

### 2017: Droplet Era
Selena Gomez 2017-ben kiadott sok kislemezt, mint pl. It Ain't Me Kygoval, a Fetish Gucci Mane-nel, Wolves Marshmelloval. Ezek mellett kiadott egy szóló lemezt is a Bad Liart.
A singelek rögzítése mellett Selena átesett egy veseátültetésen is, valamint augusztusban neki kezdett új filmjének forgatásával New Yorkban Timothée Chalamettel. A film címe Egy esős nap New Yorkban, amely 2019-ben jelent meg.

### 2018: Droplet Era
2018-ban további két zenével örvendeztette meg rajongóit. A Back To You, a 13 okom volt című sorozat betétdalaként készült el. Októberben együttműködött DJ Snakkel, Cardi B-vel és Ozunával és létrejött a Taki Taki című sláger.

### 2019: A Rare album előkészületei
Selena 2019-ben további slágereket adott ki Julia Michaelsszel, Benny Blancoval, Tainyval és J Balvinnal. Az utóbbi az I Can’t Get Enough nevet kapta. 
Októberben kiadta a Rare album két singeljét a Lose You To Love Me-t és a Look At Her Now-t. Mind két dal nagyszerű visszatérés volt. A Lose You To Love Me sláger a Billboard Hot 100 toplista 1 hellyén landolt. Valamint az Apple Musicon 64 országban 1. helyezett volt.

### 2020: Rare
Selena Gomez 2020.01.10-én kiadta 2. stúdió albumát a Rare-t. Az album a Billboard 200 tetején landolt. Ezzel Selena megszerezte 3. első helyezését a listán. Először 2013-ban a Star Dance, majd 2015-ben a Revival.

### 2021: Revelación
2021 egy elég különleges év volt Selena számára, hiszen kiadta élete első spanyol nyelvű albumát. A Revelación nevű EP számtalan sikert aratott. Az album a Billboard Top Latin Album listáján 1. helyezést szerzett, valamint a Latin Pop Album listán is. Az album népszerűségét fokozta a Latin Grammy jelölés, hiszen Selena De Una Vez című videóklippjét jelölték a Legjobb Rövidfilm kategóriában. Selena számára a legnagyobb öröm viszont az volt, amikor megszerezte élete első Grammy jelölését. A Revelación albumot jelölték a Best Latin Pop Album kategóriában.

### 2022: Önálló kislemezek és a My Mind & Me
2022 februárjában megjelent a Coldplay "Let Somebody Go" című száma Selenával közösen, amely szépen teljesített a slágerlistákon. Augusztus végén Rema "Calm Down" című dalának remixén szerepelt. Ez rövidesen nemzetközi gigaslágerré nőtte ki magát, a Billboard Global 200 listán a harmadik helyig jutott. Novemberben jött ki saját dokumentumfilmje, a "My Mind & Me", amelynek központi témája a mentális egészség. Egy azonos című dal is ki lett adva, amely hallható a filmben. Selena bejelentette, hogy negyedik szóló stúdióalbuma 2023-ban várható.

## Művésziesség
Bruno Marsot tekinti a legnagyobb zenei befolyásolójának és bálványának, azt mondva, hogy ő hatással volt mindenben, amit tett "a zenei stílusa, az általános stílusa, az előadásmódja, ahogy hordozta magát". Gomez Beyonce-t és Rihanna-t is idézi, mint akik hatással voltak rá. Selena bemutatkozó szólóalbumára, a Stars Dance-re nagy hatással volt az énekes Britney Spears, Taylor Swift és a Skrillex.

### Filantrópia
Nem az első híresség, aki nyíltan beszélt bipoláris zavaráról és őszintén buzdította a publikumot a mentális zavarok felismerésére, belátására és segítség kérésre, ugyanis nagyon sok jól gyógyítható, ahogy esetében is történt.
Selena részt vett az "UR Votes Count" (A szavazatod számít) kampányban, ami a tinédzsereket arra bátorította, hogy tanuljanak többet a 2008-as elnökjelöltekről: Barack Obama-ról és John McCain-ről. 2008 októberében Gomez részt vett a Szent Judás Gyermekkórház "Runway For Life" jótékonysági rendezvényén. A DoSomething.org nagykövete, miután a "Island Dog" jótékonyságban részt vett, amely Puerto Rico-ban segít a kutyáknak. Akkor vonták be, amikor a Varázslók a Waverly helyből – A film c. filmet forgatták Puerto Rico-ban. Gomez a "RAISE Hope For Congo" (Remény Kongóért) jótékonyságban is részt vett, ez az "Enough Project" (Elég Projekt) kezdeményezése, mely felhívja a figyelmet az ásványi kincsek körüli konfliktusokra és a kongói nők elleni erőszakra. 
2009-től 2012-ig Gomez tagja volt a "Disney 's Friends for Change"-nak (Disney Barátai a Változásért), ez a szervezet a "környezetbarát viselkedés"-t népszerűsíti és közszolgálati közleményeiben tűnt fel. Gomez, Demi Lovato, Miley Cyrus és a Jonas Brothers felvették a Send It On című jótékonysági dalt, melynek összes bevétele a Disney Világméretű Megőrzési Alapba kerül. A dal a Billboard Hot 100-as listáján a 20. helyen mutatkozott be. Szintén 2009-ben Gomez tett egy meglepetés látogatást a Los Angelesi általános iskolában, az OfficeMax által szponzorált "A Day Made Better" (Egy jobbá tett nap) program keretében. A látogatása során Gomez egy díjat és 1000 dollár értékű iskolai felszerelést adott át az iskolának, és beszélt a gyerekeknek a közösségnek való visszaadás fontosságáról. 2010. január 22-én Gomez több hírességgel együtt részt vett a "Hope for Haiti Now Telethon" (Azonnali Remény Haitiért a Teleton) televíziós műsorában. 2012 áprilisában Gomezt a "Ryan Seacrest Alapítvány" nagykövetévé nevezték ki.

#### Munka az UNICEF-fel
2008 Októberében Gomezt az UNICEF "Trick or Treat" kampánya szóvivőjének nevezték ki, amely arra biztatta a gyerekeket, hogy adományozzanak halloween-kor pénzt a világ gyermekeinek megsegítésére. Azt mondta, hogy "rendkívül izgatott" volt, "miközben arra bátorított más gyerekeket, hogy tegyék másmilyenné a világot". 2009 augusztusában a 17 éves Gomez lett az UNICEF valaha volt legfiatalabb nagykövete, megelőzve Hayley Westernra énekesnőt, akit 18 évesen választottak meg. Az első hivatalos útjára 2009. szeptember 4-én került sor, amikor Gomez Ghánába utazott egy hétre, hogy tanúja legyen a sebezhető gyerekek nehéz körülményeinek, a létfontosságú szükségletek hiányának, mint a tiszta víz, táplálék, oktatás és egészségügy. Gomez az Associated Pressnek elmondta egy interjúban, hogy használni szeretné a hírnevét arra, hogy felhívja a figyelmet Ghánára: Ezért érzem megtisztelőnek, hogy hallgatnak rám a gyerekek és figyelembe veszik [...] vannak emberek az utamon, akik megkérdezik merre van Ghána és megkeresik az interneten [...] csak mert én odamentem, most már tudják merre van Ghána. Eléggé hihetetlen." Gomez azt mondta a nagyköveti szerepéről: Minden nap 25 000 gyerek hal meg megelőzhető okok miatt. Az UNICEF mellett állok abban a hitben, hogy ezt a számot 25 000-ről nullára tudjuk csökkenteni. Tudom, hogy el tudjuk érni ezt, mert minden pillanatban az UNICEF életmentő segítségnyújtása szükséges hogy a nulla valósággá váljon.
Gomez jelölték ki az UNICEF 2009-es "Trick or Treat" kampánya szóvivőjének egymás után másodszor. Gomez, aki több mint 700 000 dollárt adott jótékony célokra 2008-ban, kifejezte reményét, hogy képes lesz 2009-ben 1 000 000 dollárt adni. Gomez részt vett egy hírességek aukcióján és "Trick or Treat" UNICEF Kampány támogatójaként házigazdája volt az élő szerepléses internetes Facebook sorozatnak. 2010-ben visszatért, mint az UNICEF szóvivője a "Trick or Treat" kampány 60. évfordulójára. A 60. évforduló megünnepléseként Selena Gomez & the Scene jótékonysági koncertet adott a kampány megszervezésének megsegítésére. 2011 Februárjában Gomez Chilébe utazott, hogy tanúja legyen az UNICEF által támogatott "Programa Puente" programnak és találkozzon az abban részt vevő családokkal. Ez a program segít a családoknak megérteni, és képességeket fejleszteni a kora gyermekkori oktatáshoz, fejlesztés és egyéb ügyek, amik a növekvő gyerekekkel kapcsolatosak. A helyszíni tapasztalatai alapján Gomez azt mondta, hogy az "UNICEF segít a chilei családoknak kijutni a szegénységből, megelőzni a családon belüli erőszakot és elősegíteni az oktatást. Első kézből megtapasztalni ezen családok küzdelmeit, és reményeit, kitartását, nagyon inspiráló volt." 2011 márciusában Gomez részt vett a UNICEF csapvíz projektjében ("Celeb Csapvíz Csomag"), amely során minden támogató híresség otthonából limitált kiadású, palackozott csapvizzel igyekeztek megteremteni a projekt anyagi alapját és propagálni a tiszta víz és higiéniai tevékenységek jelentőségét. Szintén szerepelt egy, a kampányt támogató videóban.

## Filmográfia

### Film
| Év   | Magyar cím                                          | Eredeti cím                            | Szerep                                  | Magyar hang        |
| ---- | --------------------------------------------------- | -------------------------------------- | --------------------------------------- | ------------------ |
| 2003 | Kémkölykök 3-D – Game Over                          | Spy Kids 3-D: Game Over                | víziparki Lány                          |                    |
| 2008 | Hamupipőke-történet                                 | Another Cinderella Story               | Mary Santiago                           | Lamboni Anna       |
| 2008 | Horton                                              | Horton Hears a Who!                    | Helga (hangja)                          | Beke Adrienn       |
| 2009 | Arthur: Maltazár bosszúja                           | Arthur and the Revenge of Maltazard    | Holdviola hercegnő (hangja)             | Gubás Gabi         |
| 2010 | Arthur 3. – A világok harca                         | Arthur 3: The War of the Two Worlds    | Holdviola hercegnő (hangja)             | Gubás Gabi         |
| 2010 | Ramona és Beezus – A kaland házhoz jön              | Ramona and Beezus                      | Beatrice ”Beezus” Quimby                | Nagy Katica        |
| 2011 | Csajok Monte-Carlóban                               | Monte Carlo                            | Grace Bennett / Cordelia Winthrop Scott | Vadász Bea         |
| 2011 | Muppets                                             | The Muppets                            | önmaga                                  | Bogdányi Titanilla |
| 2012 | Hotel Transylvania – Ahol a szörnyek lazulnak       | Hotel Transylvania                     | Mavis (hangja)                          | Gulás Fanni        |
| 2012 | Spring Breakers – Csajok szabadon                   | Spring Breakers                        | Faith                                   | Bogdányi Titanilla |
| 2012 | Utórengés                                           | Aftershock                             | Lisa                                    |                    |
| 2012 |                                                     | Fifty Shades of Blue (rövidfilm)       | nő                                      |                    |
| 2013 | Versenyfutás az idővel                              | Getaway                                | A kölyök                                | Bogdányi Titanilla |
| 2013 |                                                     | Girl Rising                            | narrátor                                |                    |
| 2013 |                                                     | Searching (rövidfilm)                  | Violet                                  |                    |
| 2014 | Sodródva                                            | Rudderless                             | Kate Ann Lucas                          | Bogdányi Titanilla |
| 2014 | Rossz kisfiú                                        | Behaving Badly                         | Nina Pennington                         | Vadász Bea         |
| 2015 |                                                     | Unity                                  | narrátor                                |                    |
| 2015 | Hotel Transylvania 2. – Ahol még mindig szörnyen jó | Hotel Transylvania 2                   | Mavis (hangja)                          | Gulás Fanni        |
| 2015 | A nagy dobás                                        | The Big Short                          | önmaga                                  | Bogdányi Titanilla |
| 2015 | The 1989 World Tour Live                            |                                        | önmaga                                  |                    |
| 2016 | Hogyan gondozd felebarátodat                        | The Revised Fundamentals of Caregiving | Dot                                     |                    |
| 2016 | Késik a szüret                                      | In Dubious Battle                      | Lisa                                    | Bogdányi Titanilla |
| 2016 | Rossz szomszédság 2.                                | Neighbors 2: Sorority Rising           | A fí-lambda elnöke                      | Bogdányi Titanilla |
| 2017 | Hotel Transylvania – Kutyus!                        | Puppy!                                 | Mavis (hangja)                          | Gulás Fanni        |
| 2018 | Hotel Transylvania 3. – Szörnyen rémes vakáció      | Puppy!                                 | Hotel Transylvania 3: Summer Vacation   | Gulás Fanni        |
| 2018 |                                                     | A Love Story                           | nő                                      |                    |
| 2019 | A holtak nem halnak meg                             | The Dead Don't Die                     | Zoe                                     | Bogdányi Titanilla |
| 2019 | Egy esős nap New Yorkban                            | A Rainy Day in New York                | Chan Tyrell                             |                    |
| 2020 | Dolittle                                            | Dolittle                               | Betsy (hangja)                          | Csifó Dorina       |
| 2022 | Hotel Transylvania – Transzformánia                 | Hotel Transylvania: Transformania      | Mavis (hangja)                          | Gulás Fanni        |
| 2022 |                                                     | Selena Gomez: My Mind & Me             | önmaga                                  |                    |
| 2024 | Emilia Pérez                                        | Emilia Pérez                           | Jessi Del Monte                         |                    |

### Televízió
| Év         | Magyar cím                                 | Eredeti cím                                | Szerep             | Megjegyzések                                                              |
| ---------- | ------------------------------------------ | ------------------------------------------ | ------------------ | ------------------------------------------------------------------------- |
| 2002–2004  | Barney és barátai                          | Barney & Friends                           | Gianna             | 13 epizód                                                                 |
| 2005       | Walker, a texasi kopó – Újra akcióban      | Walker, Texas Ranger: Trial by Fire        | Julie              | tévéfilm                                                                  |
| 2006       | Zack és Cody élete                         | The Suite Life of Zack & Cody              | Gwen               | 1 epizód                                                                  |
| 2006       |                                            | Brain Zapped                               | Emily Grace Garcia | tévéfilm                                                                  |
| 2007       | Hannah Montana                             | Hannah Montana                             | Mikayla            | - 3 epizód - magyar hangja: - Molnár Ilona                                |
| 2007–2012  | Varázslók a Waverly helyből                | Wizards of Waverly Place                   | Alex Russo         | - főszereplő - magyar hangja: - Bogdányi Titanilla                        |
| 2008       |                                            | Jonas Brothers: Living the Dream           | önmaga             | 1 epizód                                                                  |
| 2008       |                                            | Disney Channel Games                       | önmaga             | 5 epizód                                                                  |
| 2008       |                                            | Studio DC: Almost Live                     | önmaga             | 1 epizód                                                                  |
| 2009       | Sonny, a sztárjelölt                       | Sonny with a Chance                        | önmaga             | - 1 epizód - magyar hangja: - Kálmánfi Anita                              |
| 2009       | Hercegnővédelmi program                    | Princess Protection Program                | Carter Mason       | - tévéfilm - magyar hangja: - Szabó Zselyke                               |
| 2009       | Zack és Cody a fedélzeten                  | The Suite Life on Deck                     | Alex Russo         | 1 epizód                                                                  |
| 2009       | Varázslók a Waverly helyből – A film       | Wizards of Waverly Place: The Movie        | Alex Russo         | - tévéfilm - magyar hangja: - Bogdányi Titanilla                          |
| 2009       | A nagy házalakítás                         | Extreme Makeover: Home Edition             | önmaga             | 1 epizód                                                                  |
| 2011       |                                            | So Random!                                 | önmaga             | 1 epizód                                                                  |
| 2011       |                                            | 2011 MuchMusic Video Awards                | önmaga             | különkiadás                                                               |
| 2011       |                                            | PrankStars                                 | önmaga             | 1 epizód                                                                  |
| 2011       |                                            | Make Your Mark: Ultimate Dance Off         | önmaga             | különkiadás                                                               |
| 2011       | 2011 MTV Europe Music Awards               |                                            | önmaga             | különkiadás                                                               |
| 2013       | A varázslók visszatérnek: Alex kontra Alex | The Wizards Return: Alex vs. Alex          | Alex Russo         | - tévéfilm - magyar hangja: - Bogdányi Titanilla                          |
| 2015, 2017 |                                            | We Day                                     | önmaga             | különkiadás                                                               |
| 2015       |                                            | The Voice                                  | önmaga             | 4 epizód                                                                  |
| 2016, 2022 | Saturday Night Live                        | Saturday Night Live                        | önmaga             | 3 epizód                                                                  |
| 2016       | Amynek áll a világ                         | Inside Amy Schumer                         | önmaga             | 1 epizód                                                                  |
| 2017–2020  | 13 okom volt                               | 13 Reasons Why                             | nem szerepel       | vezető producer                                                           |
| 2017       |                                            | 13 Reasons Why: Beyond the Reasons         | önmaga             | különkiadás                                                               |
| 2019       | Papírok nélkül                             | Living Undocumented                        | nem szerepel       | vezető producer                                                           |
| 2020       | Van rá magyarázat: A szavazás              | Whose Vote Counts, Explained               | narrátor           | 1 epizód                                                                  |
| 2020–2023  | Selena + Séf                               | Selena + Chef                              | önmaga             | főszereplő és vezető producer                                             |
| 2021       |                                            | Vax Live: The Concert to Reunite the World | önmaga             | különkiadás                                                               |
| 2021–      | Gyilkos a házban                           | Only Murders in the Building               | Mabel Mora         | - főszereplő - magyar hangja: - Bogdányi Titanilla                        |
| 2022       |                                            | Mi Vecino, El Cartel                       | nem szerepel       | vezető producer                                                           |
| 2023       | Kedves…                                    | Dear...                                    | önmaga             | 1 epizód                                                                  |
| 2024       |                                            | Steve! (Martin): A Documentary in 2 Pieces | önmaga             | 1 epizód                                                                  |
| 2024       |                                            | Selena + Restaurant                        | önmaga             | főszereplő és vezető producer                                             |
| 2024       |                                            | Louder: The Soundtrack of Change           | önmaga             | különkiadás (producer)                                                    |
| 2024–      | Waverly hely: Az új varázslók              | Wizards Beyond Waverly Place               | Alex Russo Mora    | - mellékszereplő és vezető producer - magyar hangja: - Bogdányi Titanilla |

## Diszkográfia
Gomez volt a főénekese a Selena Gomez & the Scene nevű bandájának, akikkel együtt kiadott három stúdióalbumot és egy remix albumot. Kiadott egy stúdióalbumot, egy EP-t és egy válogatásalbumot szólókarrierje alatt.

### Szólóalbumok
- Stars Dance (2013)
- For You (2014)
- Revival (2015)
- Rare (2020)
- Revelación (2021)

### Selena Gomez & the Scene-albumok
- Kiss & Tell (2009)
- A Year Without Rain (2010)
- When the Sun Goes Down (2011)